# Ablach, Baggerseen und Waltere Moor
Ablach, Baggerseen und Waltere Moor este o arie protejată (arie specială de conservare — SAC, sit de importanță comunitară — SCI) din Germania întinsă pe o suprafață de 524,03 ha, integral pe uscat.

## Localizare
Centrul sitului Ablach, Baggerseen und Waltere Moor este situat la coordonatele 47°55′57″N 9°04′37″E / 47.9325°N 9.0769°E.

## Înființare
Situl Ablach, Baggerseen und Waltere Moor a fost declarat sit de importanță comunitară în ianuarie 2005 pentru a proteja 2 specii de plante și 5 specii de animale. Situl a fost protejat și ca arie specială de conservare în ianuarie 2019.

## Biodiversitate
Situată în ecoregiunea continentală, aria protejată conține 8 habitate naturale: Lacuri eutrofice naturale cu vegetație de tip Magnopotamion sau Hydrocharition, Cursuri de apă de la nivel de câmpie la nivel montan, cu vegetație Ranunculion fluitantis și Callitricho-Batrachion, Pajiști cu Molinia pe soluri calcaroase, turboase sau argilos-nămoloase (Molinion caeruleae), Fânețe de joasă altitudine (Alopecurus pratensis, Sanguisorba officinalis), Mlaștini turboase de tranziție și turbării mișcătoare, Mlaștini alcaline, Mlaștini împădurite, Păduri aluvionare cu Alnus glutinosa și Fraxinus excelsior (Alno-Padion, Alnion incanae, Salicion albae).
La baza desemnării sitului se află mai multe specii protejate:
- plante (2): mușchi (Dicranum viride), Hamatocaulis vernicosus
- amfibieni (2): izvoraș-cu-burta-galbenă (Bombina variegata), triton cu creastă (Triturus cristatus)
- mamifere (1): castor (Castor fiber)
- nevertebrate (2): phengaris nausithous (Maculinea nausithous), Unio crassus